# Diamond League 2014
De IAAF Diamond League 2014 was de vijfde editie van de Diamond League, een jaarlijkse serie van veertien eendaagse atletiekwedstrijden. De serie begon op 9 mei in Doha en eindigde op 5 september in Brussel.

## Wedstrijdschema
| M | Mannen | V | Vrouwen |  | Finales |

| #  | Datum              | Plaats     | Meeting             | 100 | 200 | 400 | 800 | 1500 | 5000 | Stee | 110h | 400h | Hoog | Pols | Ver | Hink | Kogel | Disc | Speer |
| -- | ------------------ | ---------- | ------------------- | --- | --- | --- | --- | ---- | ---- | ---- | ---- | ---- | ---- | ---- | --- | ---- | ----- | ---- | ----- |
| 1  | 9 mei 2014         | Doha       | Qatar Athletic      | V   | M   | M   | V   | M    | V    | M    | M    | V    | M    | V    | M   | V    | V     | M    | V     |
| 2  | 18 mei 2014        | Shanghai   | Golden Grand Prix   | M   | V   | V   | M   | V    | M    | V    | M    | M    | V    | M    | V   | M    | M     | V    | M     |
| 3  | 31 mei 2014        | Eugene     | Prefontaine Classic | M   | V   | V   | M   | V    | M    | V    | M    | V    | V    | M    | V   | M    | M     | V    | M     |
| 4  | 5 juni 2014        | Rome       | Golden Gala         | V   | M   | M   | V   | M    | V    | M    | V    | V    | M    | V    |     | MV   | V     | M    | V     |
| 5  | 11 juni 2014       | Oslo       | Bislett Games       | M   | V   | V   | V   | M    | M    | M    | M    | V    | V    | M    | V   | M    | M     | V    | M     |
| 6  | 14 juni 2014       | New York   | Adidas Grand Prix   | V   | M   | M   | M   | V    | V    | V    | V    | M    | M    | V    | M   | V    | V     | M    | V     |
| 7  | 3 juli 2014        | Lausanne   | Athletissima        | V   | M   | M   | V   | M    | V    | M    | M    | M    | M    | M    | M   | V    | V     | M    | V     |
| 8  | 5 juli 2014        | Parijs     | Meeting Areva       | M   | V   | V   | M   | V    | M    | V    | V    | M    | V    | M    | V   | M    | M     | V    | M     |
| 9  | 12 en 13 juli 2014 | Glasgow    | Glasgow Grand Prix  | M   | V   | V   | M   | V    | M    | V    | V    | M    | V    | V    | V   | M    | M     | V    | M     |
| 10 | 18 juli 2014       | Monaco     | Meeting Herculis    | V   | M   | M   | V   | M    | V    | M    | M    | V    | M    | V    | M   | V    | V     | M    | V     |
| 11 | 21 augustus 2014   | Stockholm  | DN Galan            | M   | V   | V   | M   | V    | M    | V    | V    | M    | V    | M    | MV  |      | M     | V    | M     |
| 12 | 24 augustus 2014   | Birmingham | Aviva Grand Prix    | V   | M   | M   | V   | M    | V    | M    | M    | V    | M    | V    | M   | V    | V     | M    | V     |
| 13 | 28 augustus 2014   | Zurich     | Weltklasse          | V   | M   | M   | M   | V    | M    | V    | V    | M    | V    | V    | V   | M    | M     | V    | M     |
| 14 | 5 september 2014   | Brussel    | Memorial Van Damme  | M   | V   | V   | V   | M    | V    | M    | M    | V    | M    | M    | M   | V    | V     | M    | V     |

## Diamond Races
| Diamond Race loopnummers |       |       |       |       |        |        |              |              |                |
| Mannen                   | 100 m | 200 m | 400 m | 800 m | 1500 m | 5000 m | 110 m horden | 400 m horden | 3000 m steeple |
| Vrouwen                  | 100 m | 200 m | 400 m | 800 m | 1500 m | 5000 m | 100 m horden | 400 m horden | 3000 m steeple |

| Diamond Race technische nummers |                      |              |             |                    |             |              |             |
| Mannen                          | Polsstokhoogspringen | Hoogspringen | Verspringen | Hink-stap-springen | Kogelstoten | Discuswerpen | Speerwerpen |
| Vrouwen                         | Polsstokhoogspringen | Hoogspringen | Verspringen | Hink-stap-springen | Kogelstoten | Discuswerpen | Speerwerpen |

### Mannen

#### Loopnummers
| #           | Wedstrijd   | 100 m              | 200 m               | 400 m                 | 800 m                 | 1500 m                    | 5000 m                   | 110 m h                   | 400 m h                | 3000 m st              |
| 1           | Doha        | –                  | N. Ashmeade 20,13   | LaShawn Merritt 44,44 | –                     | Asbel Kiprop 3.29,18      | –                        | David Oliver 13,23        | –                      | Ezekiel Kemboi 8.04,12 |
| 2           | Shanghai    | Justin Gatlin 9,92 | –                   | –                     | Robert Biwott 1.44,69 | –                         | Yenew Alamirew 13.04,83  | Xie Wenjun 13,23          | Michael Tinsley 48,77  | –                      |
| 3           | Eugene      | Justin Gatlin 9,76 | –                   | –                     | Nijel Amos 1.43,63    | –                         | Caleb Ndiku 13.01,71     | P. Martinot-Lagarde 13,13 | –                      | –                      |
| 4           | Rome        | –                  | Alonso Edward 20,19 | LaShawn Merritt 44,48 | –                     | Silas Kiplagat 3.30,44    | –                        | –                         | –                      | Jairus Birech 8.06,20  |
| 5           | Oslo        | R. Thompson 10,02  | –                   | –                     | –                     | A. Souleiman 3.49,49      | Yenew Alamirew 13.01,57  | P. Martinot-Lagarde 13,12 | –                      | Jairus Birech 8.02,37  |
| 6           | New York    | –                  | Warren Weir 19,82   | LaShawn Merritt 44,19 | David Rudisha 1.44,63 | –                         | –                        | –                         | Javier Culson 48,03    | –                      |
| 7           | Lausanne    | –                  | Alonso Edward 19,84 | Kirani James 43,74    | –                     | Ronald Kwemoi 3.31,48     | –                        | P. Martinot-Lagarde 13,06 | Javier Culson 48,33    | Jairus Birech 8.03,34  |
| 8           | Parijs      | Mike Rodgers 10,00 | –                   | –                     | Asbel Kiprop 1.43,34  | –                         | Edwin Soi 12.59,82       | –                         | Michael Tinsley 48,25  | –                      |
| 9           | Glasgow     | N. Ashmeade 9,97   | –                   | –                     | David Rudisha 1.43,34 | –                         | Hagos Gebrhiwet 13.11,09 | –                         | Javier Culson 48,35    | –                      |
| 10          | Monaco      | –                  | Justin Gatlin 19,68 | LaShawn Merritt 44,30 | –                     | Silas Kiplagat 3.27,64    | –                        | P. Martinot-Lagarde 12,95 | –                      | Jairus Birech 8.03,33  |
| 11          | Stockholm   | Nesta Carter 9,96  | –                   | –                     | Adam Kszczot 1.45,25  | –                         | Muktar Edris 12.54,83    | –                         | Michael Tinsley 49,60  | –                      |
| 12          | Birmingham  | –                  | N. Ashmeade 20,33   | Kirani James 44,59    | –                     | Asbel Kiprop 3.51,89      | –                        | –                         | –                      | Jairus Birech 8.07,80  |
| 13          | Zürich      | –                  | Alonso Edward 19,95 | LaShawn Merritt 44,36 | Nijel Amos 1.43,77    | –                         | Caleb Ndiku 13.07,01     | –                         | Cornel Fredricks 48,25 | –                      |
| 14          | Brussel     | Justin Gatlin 9,77 | –                   | –                     | –                     | Taoufik Makhloufi 3.31,78 | –                        | P. Martinot-Lagarde 13,08 | –                      | Jairus Birech 7.58,41  |
|             |             |                    |                     |                       |                       |                           |                          |                           |                        |                        |
| Eindwinnaar | Eindwinnaar | Justin Gatlin      | Alonso Edward       | LaShawn Merritt       | Nijel Amos            | Silas Kiplagat            | Caleb Ndiku              | P. Martinot-Lagarde       | Michael Tinsley        | Jairus Birech          |

#### Technische nummers
| #           | Wedstrijd   | Verspringen                   | Hink-stap-springen        | Hoogspringen              | Polsstokhoogspringen          | Kogelstoten                | Discuswerpen              | Speerwerpen              |
| 1           | Doha        | Loúis Tsátoumas 8,06 m        | –                         | Ivan Oechov 2,41 m        | –                             | –                          | Piotr Małachowski 66,42 m | –                        |
| 2           | Shanghai    | –                             | Ljoekman Adams 17,10 m    | –                         | Renaud Lavillenie 5,92 m      | Christian Cantwell 21,73 m | –                         | Ihab Abdelrahman 89,21 m |
| 3           | Eugene      | –                             | Will Claye 17,66 m        | –                         | Renaud Lavillenie 5,80 m      | Reese Hoffa 21,64 m        | –                         | Vítězslav Veselý 83,75 m |
| 4           | Rome        | –                             | Will Claye 17,14 m        | Mutaz Essa Barshim 2,41 m | –                             | –                          | Robert Harting 68,36 m    | –                        |
| 5           | Oslo        | –                             | Will Claye 17,41 m        | –                         | Renaud Lavillenie 5,77 m      | Joe Kovacs 21,14 m         | –                         | Tero Pitkämäki 84,18 m   |
| 6           | New York    | Jeff Henderson 8,33 m         | –                         | Bohdan Bondarenko 2,42 m  | –                             | –                          | Robert Harting 68,24 m    | –                        |
| 7           | Lausanne    | Jeff Henderson 8,31 m         | –                         | Bohdan Bondarenko 2,40 m  | Renaud Lavillenie 5,87 m      | –                          | Piotr Małachowski 66,63 m | –                        |
| 8           | Parijs      | –                             | Benjamin Compaoré 17,12 m | –                         | Renaud Lavillenie 5,70 m      | David Storl 21,41 m        | –                         | Ihab Abdelrahman 87,10 m |
| 9           | Glasgow     | –                             | Christian Taylor 17,36 m  | –                         | –                             | Reese Hoffa 21,67 m        | –                         | Thomas Röhler 86,99 m    |
| 10          | Monaco      | Li Jingzhe 8,09 m             | –                         | Bohdan Bondarenko 2,40 m  | –                             | –                          | Piotr Małachowski 65,84 m | –                        |
| 11          | Stockholm   | Godfrey Khotso Mokoena 8,09 m | –                         | –                         | Konstadínos Filippídis 5,60 m | Reese Hoffa 21,06 m        | –                         | –                        |
| 12          | Birmingham  | Christian Taylor 8,09 m       | –                         | Mutaz Essa Barshim 2,38 m | –                             | –                          | Robert Harting 67,57 m    | –                        |
| 13          | Zürich      | –                             | Christian Taylor 17,51 m  | –                         | –                             | Reese Hoffa 21,06 m        | –                         | Thomas Röhler 87,63 m    |
| 14          | Brussel     | Godfrey Khotso Mokoena 8,19 m | –                         | Mutaz Essa Barshim 2,43 m | Renaud Lavillenie 5,93 m      | –                          | Robert Harting 67,57 m    | –                        |
|             |             |                               |                           |                           |                               |                            |                           |                          |
| Eindwinnaar | Eindwinnaar | Godfrey Khotso Mokoena        | Christian Taylor          | Mutaz Essa Barshim        | Renaud Lavillenie             | Reese Hoffa                | Piotr Małachowski         | Thomas Röhler            |

### Vrouwen

#### Loopnummers
| #            | Wedstrijd    | 100 m                   | 200 m                   | 400 m                   | 800 m                   | 1500 m                | 5000 m                  | 100 m h               | 400 m h               | 3000 m st             |
| 1            | Doha         | S-A. Fraser-Pryce 11,13 | –                       | –                       | Eunice Sum 1.59,33      | –                     | Hellen Obiri 8.20,68    | –                     | Kemi Adekoya 54,59    |                       |
| 2            | Shanghai     | –                       | Blessing Okagbare 22,36 | N. Williams-Mills 50,31 | –                       | Abeba Aregawi 3.58,72 | –                       | –                     | –                     | Emma Coburn 9.19,80   |
| 3            | Eugene       | –                       | Tori Bowie 22,18        | N. Williams-Mills 50,40 | –                       | Hellen Obiri 3.57,05  | –                       | –                     | Kaliese Spencer 54,29 | Sofia Assefa 9.11,39  |
| 4            | Rome         | Tori Bowie 11,05        | –                       | –                       | Eunice Sum 1.59,49      | –                     | Genzebe Dibaba 14.34,99 | Brianna Rollins 12,53 | Kaliese Spencer 53,97 | –                     |
| 5            | Oslo         | –                       | Allyson Felix 22,73     | N. Williams-Mills 50,06 | Eunice Sum 1.59,02      | –                     | –                       | –                     | Kaliese Spencer 54,94 | –                     |
| 6            | New York     | Tori Bowie 11,07        | –                       | –                       | –                       | Abeba Aregawi 4.00,13 | Mercy Cherono 8.39,84   | Queen Harrison 12,62  | –                     | Sofia Assefa 9.18,58  |
| 7            | Lausanne     | M-L. Ahye 10,98         | –                       | –                       | Eunice Sum 1.58,48      | –                     | Mercy Cherono 8.50,24   | –                     | –                     | –                     |
| 8            | Parijs       | –                       | Blessing Okagbare 22,32 | S. Richards-Ross 50,10  | –                       | Sifan Hassan 3.57,00  | –                       | Dawn Harper 12,44     | –                     | Hiwot Ayalew 9.11,65  |
| 9            | Glasgow      | –                       | Dafne Schippers 22,34   | F. McCorory 49,93       | –                       | Sifan Hassan 4.00,67  | –                       | Queen Harrison 12,58  | –                     | Hiwot Ayalew 9.10,65  |
| 10           | Monaco       | Tori Bowie 10,80        | –                       | –                       | Ajeé Wilson 1.57,67     | –                     | Genzebe Dibaba 14.28,88 | –                     | Kaliese Spencer 54,09 | –                     |
| 11           | Stockholm    | –                       | Allyson Felix 22,85     | N. Williams-Mills 50,09 | –                       | J. Simpson 4.00,38    | –                       | Queen Harrison 12,66  | –                     | Hiwot Ayalew 9.17,04  |
| 12           | Birmingham   | Kerron Stewart 11,22    | –                       | –                       | Lynsey Sharp 1.59,14    | –                     | Mercy Cherono 9.11,49   | Dawn Harper 12,66     | Kaliese Spencer 53,80 | –                     |
| 13           | Zürich       | V. Campbell-Brown 11,04 | –                       | –                       | –                       | J. Simpson 3.59,92    | –                       | Dawn Harper 12,58     | –                     | Habiba Ghribi 9.15,23 |
| 14           | Brussel      | –                       | Allyson Felix 22,02     | S. Richards-Ross 49,98  | Brenda Martinez 1.58,84 | –                     | Mercy Cherono 8.28,95   | –                     | Kaliese Spencer 54,12 | –                     |
|              |              |                         |                         |                         |                         |                       |                         |                       |                       |                       |
| Eindwinnares | Eindwinnares | V. Campbell-Brown       | Allyson Felix           | N. Williams-Mills       | Eunice Sum              | J. Simpson            | Mercy Cherono           | Dawn Harper           | Kaliese Spencer       | Hiwot Ayalew          |

#### Technische nummers
| #            | Wedstrijd    | Verspringen              | Hink-stap-springen        | Hoogspringen             | Polsstokhoogspringen          | Kogelstoten           | Discuswerpen                | Speerwerpen               |
| 1            | Doha         | –                        | Caterine Ibargüen 14,43 m | –                        | Nikoléta Kiriakopoúlou 4,63 m | Valerie Adams 20,20 m | –                           | Martina Ratej 65,48 m     |
| 2            | Shanghai     | Blessing Okagbare 6,86 m | –                         | Ana Šimić 1,97 m         | –                             | –                     | Sandra Perković 70,52 m     | –                         |
| 3            | Eugene       | Ivana Španović 6,88 m    | –                         | Anna Tsjitsjerova 2,01 m | –                             | –                     | Sandra Perković 69,32 m     | –                         |
| 4            | Rome         | –                        | Caterine Ibargüen 14,48 m | –                        | Yarisley Silva 4,70 m         | Valerie Adams 20,01 m | –                           | Barbora Špotáková 66,43 m |
| 5            | Oslo         | Tianna Bartoletta 7,02 m | –                         | Maria Koetsjina 1,98 m   | –                             | –                     | Sandra Perković 67,17 m     | –                         |
| 6            | New York     | –                        | Kimberly Williams 14,31 m | –                        | Fabiana Murer 4,80 m          | Valerie Adams 19,68 m | –                           | Linda Stahl 67,32 m       |
| 7            | Lausanne     | –                        | Caterine Ibargüen 14,87 m | –                        | –                             | Valerie Adams 20,42 m | –                           | Barbora Špotáková 66,72 m |
| 8            | Parijs       | Éloyse Lesueur 6,92 m    | –                         | Blanka Vlašić 2,00 m     | –                             | –                     | Sandra Perković 68,48 m     | –                         |
| 9            | Glasgow      | Tianna Bartoletta 6,98 m | –                         | Blanka Vlašić 1,96 m     | Fabiana Murer 4,65 m          | –                     | Gia Lewis-Smallwood 67,59 m | –                         |
| 10           | Monaco       | –                        | Caterine Ibargüen 15,31 m | –                        | Fabiana Murer 4,76 m          | Valerie Adams 20,38 m | –                           | Barbora Špotáková 66,96 m |
| 11           | Stockholm    | Tianna Bartoletta 6,98 m | –                         | Maria Koetsjina 1,94 m   | –                             | –                     | Sandra Perković 66,74 m     | –                         |
| 12           | Birmingham   | –                        | Caterine Ibargüen 14,52 m | –                        | Ekateríni Stefanídi 4,57 m    | Valerie Adams 19,96 m | –                           | Elizabeth Gleadle 64,49 m |
| 13           | Zürich       | Ivana Španović 6,80 m    | –                         | Maria Koetsjina 2,00 m   | Fabiana Murer 4,72 m          | –                     | Sandra Perković 68,36 m     | –                         |
| 14           | Brussel      | –                        | Caterine Ibargüen 14,98 m | –                        | –                             | Valerie Adams 20,59 m | –                           | Barbora Špotáková 67,99 m |
|              |              |                          |                           |                          |                               |                       |                             |                           |
| Eindwinnares | Eindwinnares | Tianna Bartoletta        | Caterine Ibargüen         | Maria Koetsjina          | Fabiana Murer                 | Valerie Adams         | Sandra Perković             | Barbora Špotáková         |